# الیمپوس ئی-پی۵

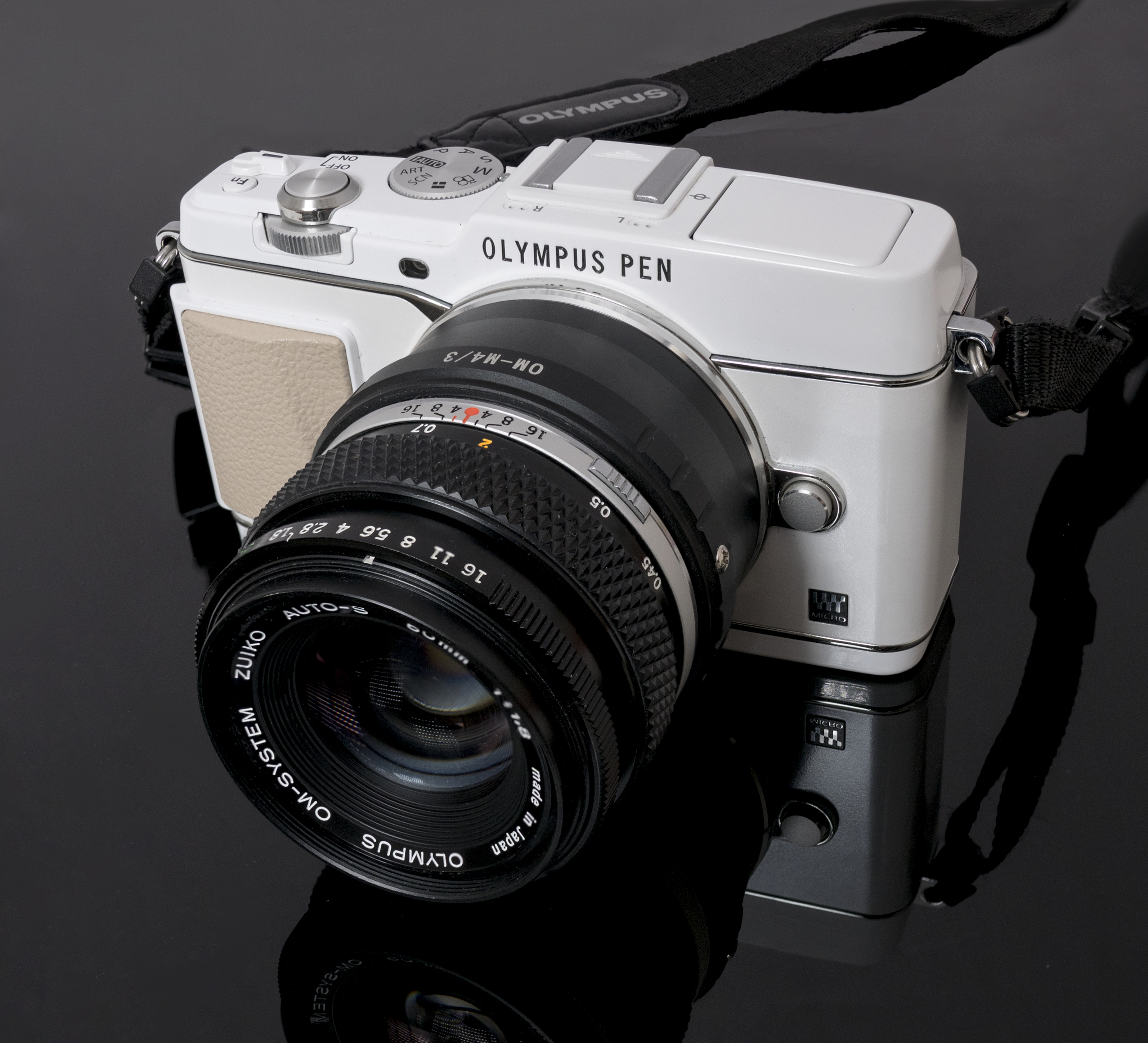
الیمپوس ئی-پی۵ سفیدرنگ

الیمپوس ئی-پی۵ (به انگلیسی: Olympus PEN E-P5) یک دوربین عکاسی ساخت شرکت الیمپوس است. این دوربین تخصصی برای عکاسی ماکرو استفاده می‌شود. این دوربین در سه رنگ سیاه، سفید و نقره‌ای تولید شده‌است.